# Jacques Spitz
Pour les articles homonymes, voir Spitz.
Jacques Spitz, né le 1er octobre 1896 à Nemours (aujourd'hui Ghazaouet) en Algérie pendant la période coloniale et mort le 16 janvier 1963 à Suresnes en France, est un écrivain français.

## Biographie

### Jeunesse
Jacques Spitz est né le 1er octobre 1896 à Nemours (Ghazaouet depuis l'indépendance), en Algérie, un peu moins d’un an après le mariage de ses parents. Aîné de quatre fils, il grandit dans une famille de la petite bourgeoisie et conservatrice qui déménage fréquemment, au gré des déplacements de son père Marie-Joseph Spitz, militaire de carrière et qui finira sa carrière en qualité de général de brigade,.
Le futur écrivain entre à Polytechnique le 12 novembre 1919 en tant que lieutenant élève d'active et en sort en 1921, 174e sur 211 élèves. Ingénieur de formation, il se tourne pourtant vers la littérature, en particulier la poésie, genre qu’il pratique abondamment, puis vers le roman. Benjamin Crémieux lui ouvre les portes de la NRF, puis celles de Gallimard.

### Carrière littéraire
C’est vers 1927 qu’il entreprend la rédaction de son journal intime, alors qu'il vient de publier La Croisière indécise, roman explorant déjà les trois principaux thèmes qui lui sont chers : la quête de soi, le rapport amoureux et le voyage métaphorique, le tout sur fond d’allégorie plus ou moins fantaisiste. Son roman Le Vent du monde parodie un roman d’aventures, très en vogue, à l'époque. La Mise en plis se présente comme  un poème en prose surréaliste. Ses deux œuvres-clés sont deux récits sous forme d'essais : Le Voyage muet et Les Dames de velours qui évoque la quête de l’Être et de l’amour absolu.
Jacques Spitz enchaine ensuite avec L'Agonie du globe puis plusieurs « Romans fantastiques » auxquels il doit ses plus grands succès commerciaux. À la demande de son camarade G.-H. Gallet, il écrit à partir du milieu des années 1940 des nouvelles alimentaires pour V Magazine.
Après la Seconde Guerre mondiale, Jacques Spitz écrit encore mais il ne réussit pas toujours à se faire éditer et accumule les refus : trois titres de 1946 à 1956, dont deux étaient déjà en chantier depuis les années 1930. Ses dernières années d’écriture sont essentiellement consacrées à son journal intime. 
Enfin, malgré de nombreuses relations amoureuses[réf. nécessaire], Spitz vit invariablement seul, sur l’île Saint-Louis, au cœur de Paris, de 1925 jusqu’à sa mort, survenue le 16 janvier 1963. Sa tombe est située dans le cimetière du Montparnasse, 3e division.

## Œuvres

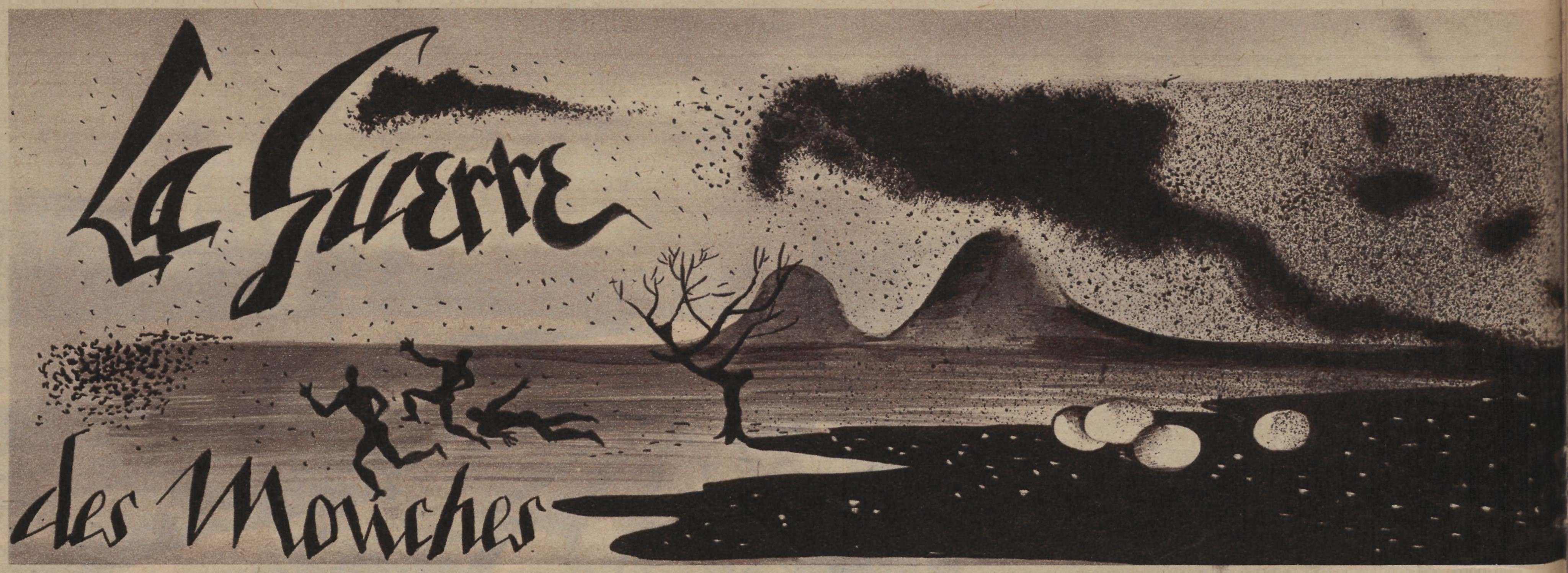
Illustration de Lalande pour La guerre des mouches, roman prépublié en feuilleton dans le magazine Regards, no 192, 16 septembre 1937.

- La Croisière indécise, Gallimard, 1926.
- La Mise en plis, Éditions du Logis, 1928.
- Le Vent du monde, Gallimard, 1928.
- Le Voyage muet, Gallimard, 1930.
- Les Dames de velours, Gallimard, 1933.
- L'Agonie du globe, Gallimard, 1935. Réédité aux Éd. Septimus en 1977, illustrations de Mœbius.
- Les Évadés de l'an 4000, Gallimard, 1936, réédité en 1948.
- La Guerre des mouches, Regards, 1937.
  - rééditions : Gallimard en 1938, Marabout en 1970, Ombres en 1997, Bragelonne en 2009 (in Joyeuses Apocalypses)  (ISBN 9782352942887)
- L'Homme élastique, Gallimard NRF, 1938.
  - rééditions : Marabout en 1974, Bragelonne en 2009 (in Joyeuses Apocalypses)  (ISBN 9782352942887)
- L'Expérience du docteur Mops, Gallimard, 1939, reparu chez Presses Pocket / Robert Laffont, 1972[8].

- La Parcelle « Z », Jean Vigneau, 1942.
- Les Signaux du Soleil, Jean Vigneau, 1943
  - réédité chez Omnibus, dans Chasseurs de Chimère, préface de Serge Lehman, 2006  (ISBN 978-2258070486).

- L'Œil du purgatoire, Les Éditions de la Nouvelle France, coll. « Chamois », 1945.
  - reparu chez Robert Laffont, 1972, Presses Pocket, 1980, et L'Arbre vengeur, 2008.
  - traduction en italien : L'occhio del purgatorio (1973).
    - « Critique de L'Œil du Purgatoire par Denis Philippe » (1972) sur le site NooSFere

- La Forêt des Sept-Pies, Éditions Maréchal, 1946.
- Ceci est un drame, Les Éditions de la Nouvelle France, 1947.
- Albine au poitrail, Éditions Debresse, 1956.
- La Guerre mondiale no 3, Bragelonne, 2009, dans le recueil Joyeuses Apocalypses.
- La situation culturelle en France pendant l'Occupation et depuis la Libération : notes rédigées en 1945 pour la Section historique de l'Armée américaine, Paris, Éditions Joseph K, 2010.

Nouvelles
- L'An 3000, parue dans V-Magazine, no 297 du 11 juin 1950, illustré par Guy Sabran.
- L'Énigme du V51, Supplément au V-Magazine no 326 du 7 janvier 1951, illustré par Guy Sabran.
- La Planète des femmes invisibles, parue dans V-Magazine nº? et réédité dans le Bulletin des Amateurs d'Anticipation Ancienne et de Littérature Fantastique no 4, octobre 1990.
- Bataille navale atomique, paru dans le recueil Sel marin, l'humour dans la marine, aux Éditions Marine Nationale, Paris, 1946.
- Après l'ère atomique, Bragelonne, 2009, dans le recueil Joyeuses Apocalypses.
- Le Nez de Cléopâtre, Bragelonne, 2009, dans le recueil Joyeuses Apocalypses.
- Interview d'une soucoupe volante, Bragelonne, 2009, dans le recueil Joyeuses Apocalypses.
- Les Vacances du Martien, Bragelonne, 2009, dans le recueil Joyeuses Apocalypses.
- Le Secret des microbes, Bragelonne, 2009, dans le recueil Joyeuses Apocalypses.

Roman inédit
- Alpha du Centaure. Le manuscrit de l'œuvre a été remis à la BNF (cote NAF 28.099) par les ayants droit de Jacques Spitz. D'après Pierre Versins, ce roman avait été publié en 1945 puis mis au pilon lorsque son éditeur avait été pillé par les Allemands[9].

## Citations
« Le danger de devenir idiots n'est pas de nature à effrayer les hommes, car, à tout prendre, ça ne les changera pas beaucoup. »

[réf. souhaitée]

### Sources primaires
- Fonds Jacques Spitz, Bibliothèque nationale de France, cote : NAF 28099 .